# Lijst van nummer 1-hits in Italië in 2003
Deze hits stonden in 2003 op nummer 1 in de FIMI Single Top 20, de bekendste hitlijst in Italië.
| Datum        | Artiest         | Titel                              |
| ------------ | --------------- | ---------------------------------- |
| 2 januari    | Robbie Williams | Feel                               |
| 9 januari    | Robbie Williams | Feel                               |
| 16 januari   | Robbie Williams | Feel                               |
| 23 januari   | Robbie Williams | Feel                               |
| 30 januari   | Panjabi MC      | Mundian to bach ke                 |
| 6 februari   | Panjabi MC      | Mundian to bach ke                 |
| 13 februari  | Panjabi MC      | Mundian to bach ke                 |
| 20 februari  | Elisa           | Almeno tu nell'universo            |
| 27 februari  | Le Vibrazioni   | Dedicato a te                      |
| 6 maart      | Elisa           | Almeno tu nell'universo            |
| 13 maart     | Elisa           | Almeno tu nell'universo            |
| 20 maart     | Giorgia         | Gocce di memoria                   |
| 27 maart     | Giorgia         | Gocce di memoria                   |
| 3 april      | Giorgia         | Gocce di memoria                   |
| 10 april     | Giorgia         | Gocce di memoria                   |
| 17 april     | Madonna         | American life                      |
| 24 april     | Giorgia         | Gocce di memoria                   |
| 1 mei        | Giorgia         | Gocce di memoria                   |
| 8 mei        | Giorgia         | Gocce di memoria                   |
| 15 mei       | Eros Ramazzotti | Un'emozione per sempre             |
| 22 mei       | Eros Ramazzotti | Un'emozione per sempre             |
| 29 mei       | Eros Ramazzotti | Un'emozione per sempre             |
| 5 juni       | Eros Ramazzotti | Un'emozione per sempre             |
| 12 juni      | Eros Ramazzotti | Un'emozione per sempre             |
| 19 juni      | Eros Ramazzotti | Un'emozione per sempre             |
| 26 juni      | Evanescence     | Bring me to life                   |
| 3 juli       | Evanescence     | Bring me to life                   |
| 10 juli      | Sean Paul       | Get busy                           |
| 17 juli      | Sean Paul       | Get busy                           |
| 24 juli      | Evanescence     | Bring me to life                   |
| 31 juli      | Sean Paul       | Get busy                           |
| 7 augustus   | Sean Paul       | Get busy                           |
| 14 augustus  | Sean Paul       | Get busy                           |
| 21 augustus  | Sean Paul       | Get busy                           |
| 28 augustus  | Sean Paul       | Get busy                           |
| 4 september  | Evanescence     | Bring me to life                   |
| 11 september | Lene Marlin     | You weren't there                  |
| 18 september | Dido            | White Flag                         |
| 25 september | Lumidee         | Never Leave You (Uh Oooh, Uh Oooh) |
| 2 oktober    | Aventura        | Obsesión                           |
| 9 oktober    | Aventura        | Obsesión                           |
| 16 oktober   | Aventura        | Obsesión                           |
| 23 oktober   | Aventura        | Obsesión                           |
| 30 oktober   | Aventura        | Obsesión                           |
| 6 november   | Aventura        | Obsesión                           |
| 13 november  | Aventura        | Obsesión                           |
| 20 november  | Aventura        | Obsesión                           |
| 27 november  | Aventura        | Obsesión                           |
| 4 december   | Aventura        | Obsesión                           |
| 11 december  | Aventura        | Obsesión                           |
| 18 december  | Aventura        | Obsesión                           |
| 25 december  | Aventura        | Obsesión                           |